# Claus Grimm (Historiker)
Claus Walter Adalbert Grimm (* 13. September 1904 in Reval, Gouvernement Estland, Russisches Kaiserreich; † 4. Juni 1987 in Lindau (Bodensee)) war ein deutscher Historiker, Lehrer und Archivar.

## Leben und Wirken
Claus Grimm entstammte einer aus Bayern nach Estland gezogenen deutschbaltischen Familie. Nach dem Besuch des Gymnasiums in Pernau studierte er in Dorpat, Freiburg i. Br. und Rostock Geschichte, Archäologie, Kunstgeschichte, Philosophie und Geographie. Daneben besuchte er die Klasse für Malerei an der Kunstschule in Dorpat. Von 1938 bis 1940 lehrte er an der Baltenschule Misdroy; 1940 erfolgte seine Habilitation an der Universität Berlin. Im Zweiten Weltkrieg diente Grimm als Gebirgsjäger und in der Kriegsgeschichtlichen Abteilung des Oberkommandos des Heeres.
Nach seiner Rückkehr aus der Kriegsgefangenschaft lehrte Grimm von 1949 bis 1970 am Lindauer Gymnasium. Seit 1958 leitete er im Nebenamt das Stadtarchiv und die Ehemals Reichsstädtische Bibliothek Lindau. Ehrenamtlich war er als Kreisarchivpfleger für den Landkreis Lindau tätig, ferner im Vorstand des Lindauer Museumsvereins und des Vereins für Geschichte des Bodensees und seiner Umgebung. Beide Vereine verliehen ihm die Ehrenmitgliedschaft; der Bodensee-Geschichtsverein dankte ihm damit für seine Tätigkeit als Vizepräsident und ganz besonders für seine Aufarbeitung der Vereinsgeschichte. Grimms Forschungsinteressen betrafen die baltisch-osteuropäische Geschichte und die Geschichte des Bodenseeraumes; sie verbinden sich in seinen späten Aufsätzen über den Alpenfeldzug des russischen Generals Alexander Wassiljewitsch Suworow 1799 und über die 1. Russische Nationalarmee 1945 in Liechtenstein.
Der Kunsthistoriker und ehemalige Direktor des Hauses der Bayerischen Geschichte Claus Grimm ist sein Sohn.

## Schriften (Auswahl)
- Die Baltische Brüderschaft. Verlag Harro v. Hirschheydt, Hannover 1977.
- Suworow in Balzers. In: Jahrbuch des Historischen Vereins für das Fürstentum Liechtenstein. Band 73, 1973, S. 204–214 (Digitalisat).
- Internierte Russen in Liechtenstein. In: Jahrbuch des Historischen Vereins für das Fürstentum Liechtenstein. Band 71, 1971, S. 41–100 (Digitalisat).
- Hundert Jahre kulturelle Arbeit am Bodensee. Zur Gründung des Vereins für Geschichte des Bodensees und seiner Umgebung am 19. Oktober 1868. In: Schriften des Vereins für Geschichte des Bodensees und seiner Umgebung. Band 86, 1968, S. 7–85 (Digitalisat).
- Vor den Toren Europas 1918–1920. Geschichte der Baltischen Landwehr. A. F. Velmede, Hamburg 1963.
- Lindau im Bodensee. 3. Auflage. Thorbecke, Konstanz 1959 (Bilder von Toni Schneiders).
- Eine abendländische Front vor 40 Jahren. Ein Beitrag zur Biographie des britischen Feldmarschalls Lord Alexander of Tunis. In: Ostdeutsche Wissenschaft. Band 5, 1958, S. 504–514.
- Jahre deutscher Entscheidung im Baltikum. 1918/1919. Essener Verlags-Anstalt, Essen 1939 (Digitalisat). [Link nicht passend!]
- Das Baltikum. Verlag Grenze und Ausland, Stuttgart 1935.
- Graf Witte und die deutsche Politik. Thiele, Lippstadt i. W. 1930.